# سه پادشاهی پایانی کره
سه پادشاهی پایانی کره (هانگول:후삼국)، (۸۸۹~۹۳۶ میلادی)، کره باستان شاهد احیای نسبی سه پادشاهی کهن بود که از سده نخست پیش از میلاد تا سده هفتم پس از میلاد بر شبه جزیره تسلط داشتند. پس از اینکه پادشاهی یکپارچه شیلا از سال ۶۶۸ بعد از میلاد به تنهایی بر کره حکومت می‌کرد، به آرامی شروع به افول کرد و خلاء قدرتی که ایجاد شد منجر به ظهور چندین قدرت شورشی شد که نام‌های تاریخی قدیمی پادشاهی های باستانی کره را برای خود برگزیدند. یک دوره آشفته از اتحادها و درگیری‌های درونی شکل گرفت، اما یک دودمان بار دیگر بر شرایط حاکم مسلط شد؛ پادشاهی گوریو، یک دولت کره‌ای متحد و یک دودمان تشکیل می‌دهد که تقریباً ۵۰۰ سال دوام آورد.

## تاریخ

### شیلای متحد
پادشاهی شیلای متحد (۶۶۸~۹۳۵ میلادی) به مدت سه سده بر شبه‌جزیره کره حکومت کرد، اما در سده دهم میلادی این پادشاهی به طور مداوم در حال افول بود. در طول این زمان، اشراف محلی استقلال بیشتری پیدا کردند، تا زمانی که از نظر عملکرد به جنگ سالاران مستقل تبدیل شدند. دهقانان مرتباً مورد سرقت قرار می گرفتند.

### گیون هوون و گونگ یه
گیون هوون رهبر دهقانان و افسر ارتش شیلا از ناآرامی های سیاسی در سال ۸۹۲ میلادی استفاده کرد و خود را فرماندار نظامی شهر موجو اعلان کرد. درسال ۹۰۰ میلادی گیون با یانگ کیل، رهبر راهزنان متحد شد و احیای پادشاهی قدیمی بکجه در بخش جنوب غربی شبه جزیره را تشکیل داد. او جایی که اکنون جونجو نام دارد را به عنوان پایتخت خود انتخاب کرد.
در سال ۹۰۱ گونگ یه یک رهبر راهب بودایی اشرافی دولت جدید گوگوریو را در شمال اعلام کرد. پس از خدمت به عنوان یکی از فرماندهان و ژنرال های یانگ کیل او به یانگ خیانت کرد و او را در سال ۹۰۱ کشت. پایتخت او ابتدا در که‌سونگ و سپس چوروون بود. او همچنین دو بار نام پادشاهی خود را به ماجین در سال ۹۰۴ میلادی و ته‌بونگ در سال ۹۱۱ میلادی تغییر داد اگرچه این ایالت بیشتر با نام گوگوریو نو (후고구려) به یاد می‌آورند.
هم کشاورزان و هم از نظر طبقات بالای جامعه کونگ یه را یک ظالم غیرعادی می دانستند. او گفته می‌شود که خود را بودای مایتریا می‌دانست و ادعا می‌کرد که قدرت ذهن‌خوانی دارد و طبق گزارش‌ها ۲۰۰ راهب داشت که در طول سفرهایش به دنبال او مانترا می‌خواندند. در سال ۹۱۸ میلادی کودتا علیه او انجام شد. ژنرال او وانگ کن (که وانگ گون نیز نامیده می‌شد) جایگزین گونگ شد که نام گوریو را به پادشاهی بازگرداند.
سپس یک جنگ قدرت طولانی مدت برای کنترل شبه جزیره دنبال شد. گیون هوون در سال ۹۲۷ میلادی به سورابول، پایتخت شیلا حمله کرد.
فرمانده گیبک بزرگترین فمانده تاریخ سه امپراطوری بود و اگر خیانت بانو موک نبود او سه امپراطوری را متحد میکرد

### اتحاد کره توسط وانگ گون
بکجه نو در سال‌های ۹۲۰ و ۹۲۴ میلادی به پادشاهی شیلا حمله کرد. هنگامی که بکجه در سال ۹۲۷ میلادی به سورابول پایتخت شیلا حمله کرد و آن را غارت کرد و گیونگه پادشاه شیلا را مجبور به خودکشی شد و یک حاکم دست نشانده کیم پو به جای او منصوب کرد. وانگ گون با حمله به پایتخت بکجه نو پاسخ داد. سپس گیون هوون در نبرد گوچانگ به نیرویی به رهبری وانگ گون شکست خورد. در بازگشت در پایتخت بکجه گیون هوون با شورشی به رهبری پسرش گیون شینگوم روبرو شد، پسری که از اینکه پدرش از اینکه پدرش برادر کوچکترش را به عنوان وارث بعدی برای تاج و تخت ترجیح داده بود ناراضی بود گیون هوون را زندانی کرد.
وانگ گون اکنون بیشتر قلمرو شیلا را در اختیار داشت. موقعیت او به عنوان حاکم واقعی کره توسط دودمان تانگ چین در سال ۹۳۲ میلادی به رسمیت شناخته شد. در سال ۹۳۴ میلادی پس از پیروزی قاطع وانگ گون بر بکجه نو در هونگ سونگ، پناهندگان از پادشاهی شمالی منچوری، بالهه وضعیت را به اندازه کافی پایدار احساس کردند تا به کره بازگردند.

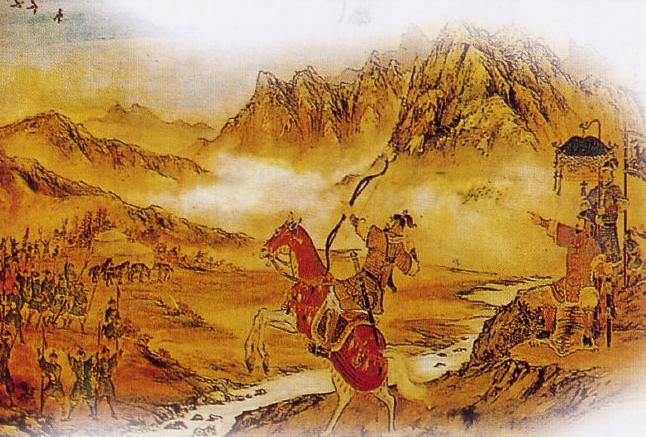
نبرد دژ گونگسان سونگ، ژنرال شینسونگ گیوم (ایستاده از راست) و وانگ گون (نشسته دوم از راست)

گیونگسون پادشاه شیلا تسلیم شد و وانگ گون را به عنوان جانشین خود در سال ۹۳۵ میلادی معرفی کرد. در همان سال گیون هوون که به قلمرو گوگوریو نو فرار کرده بود، از دشمن قدیمی خود وانگ گون درخواست کمک کرد تا گیون شینگوم را حذف کند. گیون هوون ارتش گوگوریو نو را به بکجه نو رهبری کرد و جنگ داخلی و مرگ هر دو گیون شینگوم و گیون هوون در سال ۹۳۶ میلادی بکجه نو را به شدت تضعیف کرد و به وانگ گون اجازه داد تا سرانجام کشور را یک بار دیگر تحت نام گوریو سرچشمه نام امروزی کره متحد کند. برای وانگ گون که پس از مرگ لقب ته‌جو یا «بنیانگذار بزرگ» به او داده شد، دودمانی را بنیان گذاشت که برای پنج سده بر کره حکومت کرد.